# 迈克·麦考尔
迈克·麦考尔（英語：Michael McCaul；1962年1月14日—）是美国的一位政治人物。自2005年開始，他是德克萨斯州第10選舉區選出的美國眾議院議員。他的黨籍是共和黨，2019年時擔任眾議院外交委員會的少數黨首席委員。他的資產估計達2.94億美元，是美國最富有的國會議員之一。
2023年4月，中華人民共和國外交部稱麥考爾因“近期率团竄訪臺灣地區，严重违反一个中国原则和中美三个联合公报规定，严重损害中国主权和领土完整，向‘台独’分裂势力发出严重错误信号”而被采取反制措施。依据《中华人民共和国反外国制裁法》 ，麦考尔将被冻结在中国境内的动产、不动产和其他各类财产；禁止与中国境内的组织、个人进行有关交易、合作等活动；中国政府不予签发簽证、不准入境。”他随后发表声明回应说，受到中方制裁是一种“荣誉勋章”。